# 小行星4575
小行星4575（4575 Broman）是一颗绕太阳运转的小行星，为主小行星带小行星。该小行星于1987年6月26日发现。

## 轨道参数
小行星4575的轨道半长轴为2.9998760 UA，离心率为0.043。